# De Danske Cichoriefabriker
De Danske Cichoriefabrikker A/S var en kaffeerstatningsfabrik stiftet i 1872 af C.F. Tietgen ved sammenslutning af seks cikoriefabrikker. Fabrikken fusionerede i 1897 med C.F. Rich & Sønners kaffesurrogatfabrik, der var grundlagt i 1834. Virksomheden ophørte i 1980.

## Historie
Carl Salomonsen var i 1915 med i en aktionærgruppe, som sikrede sig aktiemajoriteten i De Danske Cichoriefabrikker, og blev bestyrelsesformand for dette selskab.
Pr. februar 1923 ejede Carl Salomonsen for ½ mio. kr. aktier  -  ca. 25 procent af de samlede aktier - i De Danske Cichoriefabrikker, der var et velkonsolideret firma. Ved at lade forlydender sive om dårlige resultater for virksomheden og ved drastiske nedsættelser af udbyttet fik han kursen til at gå ned samtidig med, at han opkøbte aktier i virksomheden og således opnåede kontrol over den. Ved disse dispositioner sikrede han sig millionindtægter, da regnskabsresultaterne, der forelå i efteråret 1923, viste sig rekordstore.
Salomonsen var en dygtig organisator, og i løbet af 1930'erne fik han strømlinet samtlige led i fremstillingen af kaffesurrogat. Et af de selskaber, som han oprettede, var De forenede Cikorietørrerier, der leverede cikorierødderne. Derigennem købte han herregården Basnæs, hvor dyrkning og tørring af cikorierødder fandt sted, mens den samtidig fungerede som sommerbolig for Salomonsen selv. Produktionen fandt sted på fabrikken i Valby, og distributionen foregik gennem C.F. Rich & Sønner.
Det var Carl Salomonsen, der i 1930'erne fandt på Rich's-samlemærkerne og fik landets bedste kulturgeografer til at skrive tekster til mærkerne. Derved kombinerede han effektivt reklame og folkeoplysning. De første albums hed Paa Rejse med Richs, Vort flittige Folk og Fritidens Glæder.
I 1907 opførte virksomheden en stor fabrik i Valby, hvor Richs-navnet også indgik. Fabriksbygningen var tegnet af ingeniør N.B. Sommerfeldt og kendt for sin banebrydende betonskeletkonstruktion. Fabrikken blev imidlertid købt af naboen Lundbeck, der havde udvidelsesplaner, og revet ned i 1987.
Firmaet havde til huse i Richshuset på Rådhuspladsen 16.

## Direktører
Denne liste er ufuldstændig; hjælp gerne med at udfylde den.
- 19??-1942 Carl Salomonsen
- 1948-1949 Sigurd Gjersøe
- 1950-1954 Cai Starck-Sørensen